# Уолленстайн, Альфред
Альфред Уолленстайн (англ. Alfred Wallenstein; 7 октября 1898, Чикаго — 8 февраля 1983, Нью-Йорк) — американский виолончелист и дирижёр, педагог.
С 17 лет играл на виолончели в симфоническом оркестре Сан-Франциско. В 1919—1922 гг. учился в Лейпцигской консерватории у Юлиуса Кленгеля. По возвращении в США первая виолончель в Чикагском симфоническом, а затем в 1929—1936 гг. в Нью-Йоркском филармоническом оркестре (под руководством Артуро Тосканини). По совету Тосканини, также получившего первоначально образование виолончелиста, стал пробовать себя как дирижёр. В 1935—1945 гг. музыкальный руководитель радиостанции WOR, за работу над радиотрансляциями кантат Иоганна Себастьяна Баха и всех 26 фортепианных концертов Моцарта (с пианисткой Надей Рейзенберг) удостоен в 1942 г. Премии Пибоди. В 1943—1956 гг. возглавлял Лос-Анджелесский филармонический оркестр. В 1947 г. удостоен Премии Дитсона. В 1962—1964 гг. преподавал в Консерватории Пибоди, в 1968—1971 гг. в Джульярдской школе.